# Svjetionik Rt Stončica
Svjetionik Rt Stončica je svjetionik na sjeveroistočnom rtu otoka Visa, prema Hvarskom kanalu. Sagrađen je 1865. godine, godinu dana prije Viške bitke.
Nedaleko su ubicirani ostaci rimske vile, a oko rta i uvale Stončica utvrđeno je više ležišta amfora i nalaz olovnog sidra što ukazuje na bogata hidroarheološka nalazišta. Izdužena pačetvorinasta prizemnica glavnim je pročeljem okrenuta prema moru. Središnji povišeni dio s terasom služi kao podnožje poligonalne kule svjetionika, koji se izdvaja svojom visinom od 28 m. Na vrhu je istaknuta profilirana šetnica s metalnom ogradom i visokom lanternom. Uzdužne strane zgrade imaju po pet prozorskih osi, a na začelju je kvadratni dodatak.

## Zaštita
Pod oznakom Z-5107 zavedena je kao nepokretno kulturno dobro – pojedinačno, pravna statusa zaštićena kulturnog dobra, klasificirano kao "profana graditeljska baština".